# ダニオネラ・セレブラム
ダニオネラ・セレブラム（学名：Danionella cerebrum）は2021年に報告されたコイ科の淡水魚で、ミャンマーのペグ山脈の南および東側の低地の渓流やヤンゴン地方域のモビ群区の南西にある灌漑用水路で発見された。